# Canards extrêmes
Canards extrêmes est une série d'animation franco-canadienne en 78 épisodes de 7 minutes, créée par Jan Van Rijsselberge et réalisée par François Reczulski distribuée par Alphanim, France 3 et Futurikon. En France, elle est diffusée du 5 septembre au 2 novembre 2001 sur France 3 dans MNK.

## Synopsis
La série relate les aventures déjantées et dangereuses d'un duo de canards anthropomorphes, Slax et Geextah, adeptes de sports extrêmes. Tous deux vivent, comme leur passion, des aventures extrêmes qui les poussent parfois au-delà de leurs limites. À bord de leur minibus, Slax et Geextah traversent et explorent de nombreux endroits comme Paris et le haut de la Tour Eiffel où ils font du saut à l'élastique, et le Grand Canyon pour y faire du vélo.

## Fiche technique
- Titre francophone : Canards extrêmes
- Titre original : X-DuckX
- Création : Jan Van Rijsselberge
- Réalisation : François Reczulski
- Scénario : Nicolas Gallet en collaboration avec Pierre Colin Thibert
- Musique : Dogstars and Deenice
- Production : Christian Davin et Clement Calvet ; production associé : Marc Gabizon, Ha Young Cho et Tae-Seog Kim
- Sociétés de production : Alphanim, France 3, Telepool, Soficanim, Young Distribution, Point Production, Europool, Tooncan Productions, Inc.
- Pays de production :  France,  Canada
- Langues originales : Anglais, français
- Genre :  Série d'animation, comédie, sports
- Sociétés de distribution : Alphanim, France 3 et Futurikon
- Nombre de saison : 1
- Nombre d'épisode : 78
- Durée : 7 minutes
- Dates de première diffusion :
  -  Québec : 26 août 2001
  -  France : 5 septembre 2001
- Classification : Tous publics

## Personnages
- Geextah : Geextah est un canard hyperactif et le chef du duo[3]. Il est peu affectif, très méfiant mais un peu plus « malin » que son ami[3]. Les seuls points communs, que lui et Slax partagent, sont la passion pour les sports extrêmes et des sentiments pour leur amie Arielle. Il aime aussi le genre thrash metal. Geextah adore les cheeseburgers. Geextah se considère comme une « terreur » ; par exemple, dans un épisode durant lequel il emboutit une voiture avec sa caravane, il explique que « personne ne fait la course avec Geextah la terreur ».

- Slax : Slax, contrairement à son ami Geextah est très maladroit. Il contre-dit souvent son ami peu importe le sujet qui les opposent. Le duo de canards adore innover dans les sports et inventent parfois quelques bolides et artilleries pour être au top de l'extrême. Il est un peu plus affectif mais très jaloux ; par exemple, dans un épisode, un personnage du nom de Romumu, rend visite aux canards lorsque Slax gagne un concours télévisé, mais celui-ci laisse son ami à part et joue sans cesse avec Romumu. Il a la hantise de perdre son bonnet qu'il porte 24h/24[3].

- Arielle : Arielle est la meilleure (et seule) amie des canards. Elle est blonde. Arielle, contrairement à Slax et Geekztah, préfère de loin les sports moins extrêmes et moins violents; dans certains épisodes, elle essaye de montrer aux canards que les sports qu'elle pratique sont mieux, mais sans succès. Arielle est également victime de la mode.

- G.T. Thrash : Thrash est l'ennemi juré des canards. Il est blond et possède une musculature très imposante. Thrash est toujours en concurrence dans les sports extrêmes avec Slax et Geextah qui ne l'aiment vraiment pas. Il est sûr de lui, rancunier et veut tout le temps prendre sa revanche face aux canards car il reste toujours deuxième du podium.

## Production

### Développement
La série est créée par Jan Van Rijsselberge. Elle est baptisée X-DuckX à l'international, et cible principalement une audience âgée de 10 à 16 ans. 

### Diffusion
En Allemagne, la série est diffusée sous ce titre sur Super RTL dès le 1er juillet 2002. En France, elle est diffusée sous le titre Canards extrêmes dès le 5 septembre 2001 sur France 3, puis dès le 31 août 2003 sur Fox Kids par la suite devenue Jetix, jusqu'en 2006. Sa diffusion se fait jusqu'au 2 novembre 2001 sur France 3 dans MNK, et une seule fois le 16 février 2005 dans France Truc. La série est rediffusée en 2012 sur Disney XD. Au Québec, la série a été diffusée sur TQS (à partir du 26 août 2001) et Super Écran.
La plupart des épisodes n'ont jamais été diffusés sur France 3, alors que la totalité des 78 épisodes sont diffusés sur TQS[réf. nécessaire].

## Distribution
- Philippe Allard : Slax
- David Pion : Geextah
- Olivier Cuvellier : G. T. Thrash et voix additionnelles
- Nessym Guetat : voix additionnelles

Direction artistique : Nessym Guetat. Studio de doublage : Made in Europe (Belgique).